# Raión de Vilniansk
Vilniansk (en ucraniano: Вільнянський район) es un raión o distrito de Ucrania en el óblast de Zaporiyia. 
Comprende una superficie de 1280 km².
La capital es la ciudad de Vilniansk.

## Demografía
Según estimación de 2020 contaba con una población total de 45.621 habitantes.

## Otros datos
El código KOATUU es 2321500000. El código postal 70000 y el prefijo telefónico +380 6143.